# التأثير البيئي للطاقة النووية

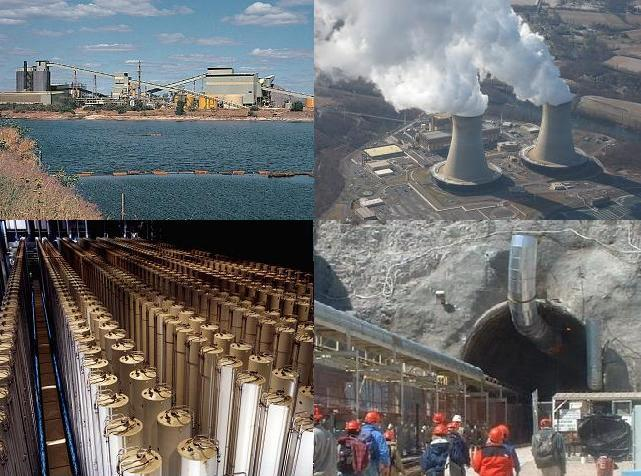
أنشطة الطاقة النووية التي تنطوي على البيئة (التعدين والتخصيب والتوليد والتخلص الجيولوجي)

التأثير البيئي للطاقة النووية ينتج الأثر البيئي للطاقة النووية عن دورة الوقود النووي وتشغيله وتأثيرات الحوادث النووية.

## نبذة

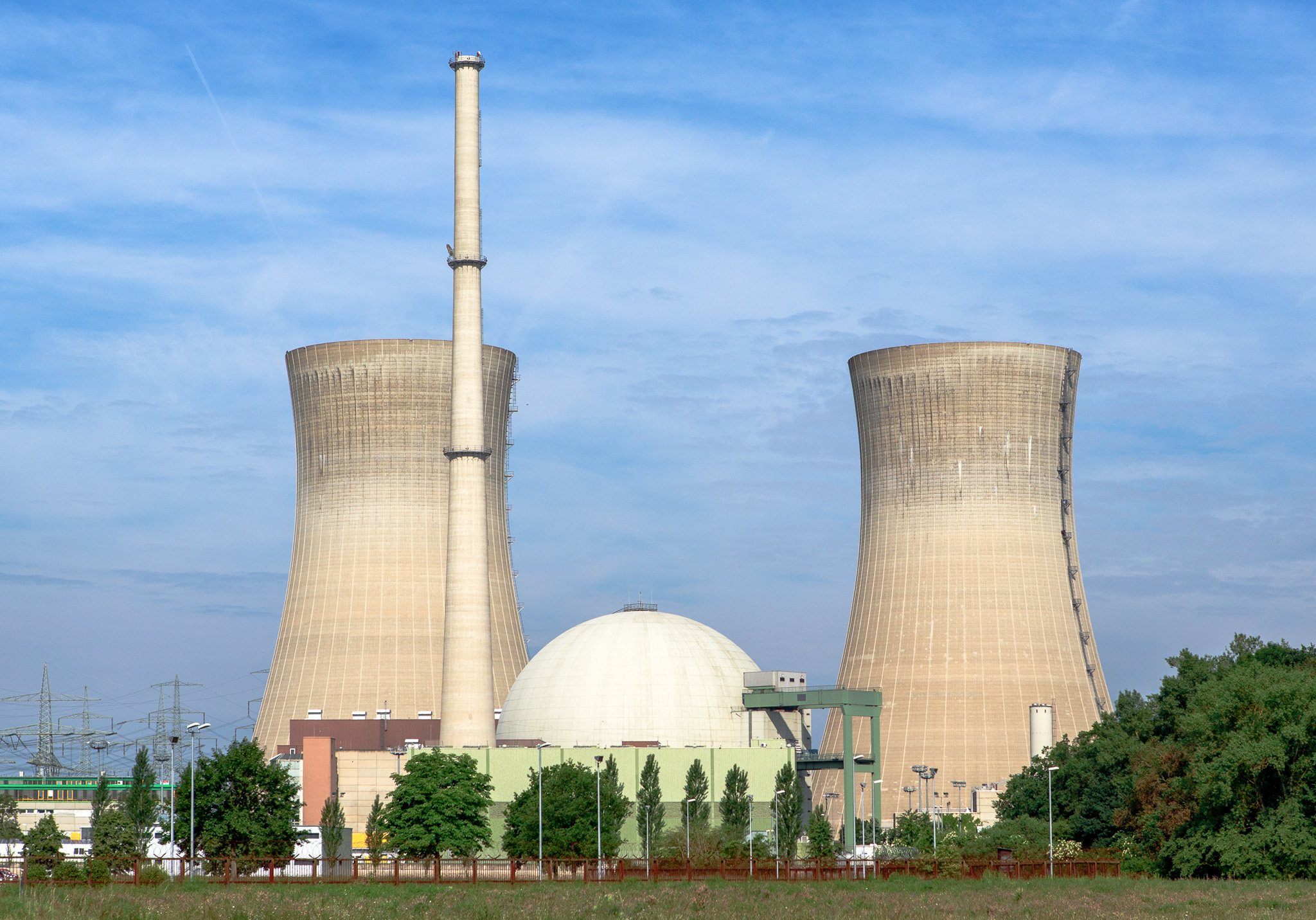
محطة غرافنرينفيلد للطاقة النووية

إن انبعاثات غازات الناتجة عن طاقة الانشطار النووي أصغر بكثير من تلك المرتبطة بالفحم والنفط والغاز والمخاطر الصحية الروتينية أصغر بكثير من تلك المرتبطة بالفحم.
ومع ذلك هناك احتمال «خطر كارثي» إذا فشل الاحتواء والذي يمكن أن ينتج عن المفاعلات النووية عن طريق الوقود المحموم الذائب وإطلاق كميات كبيرة من منتجات الانشطار في البيئة.
هذا الخطر المحتمل يمكن أن يمحو الفوائد ويجب احتواء معظم النفايات المشعة طويلة العمر بما في ذلك الوقود النووي المستهلك وعزلها عن البيئة لفترة طويلة من الزمن.
على الجانب الآخر يمكن إعادة استخدام الوقود النووي المستهلك مما ينتج عنه طاقة أكبر ويقلل من كمية النفايات التي يجب احتوائها. لقد أصبح الشعوب حساسة لهذه المخاطر وكان هناك معارضة عامة كبيرة للطاقة النووية.

## حوادث

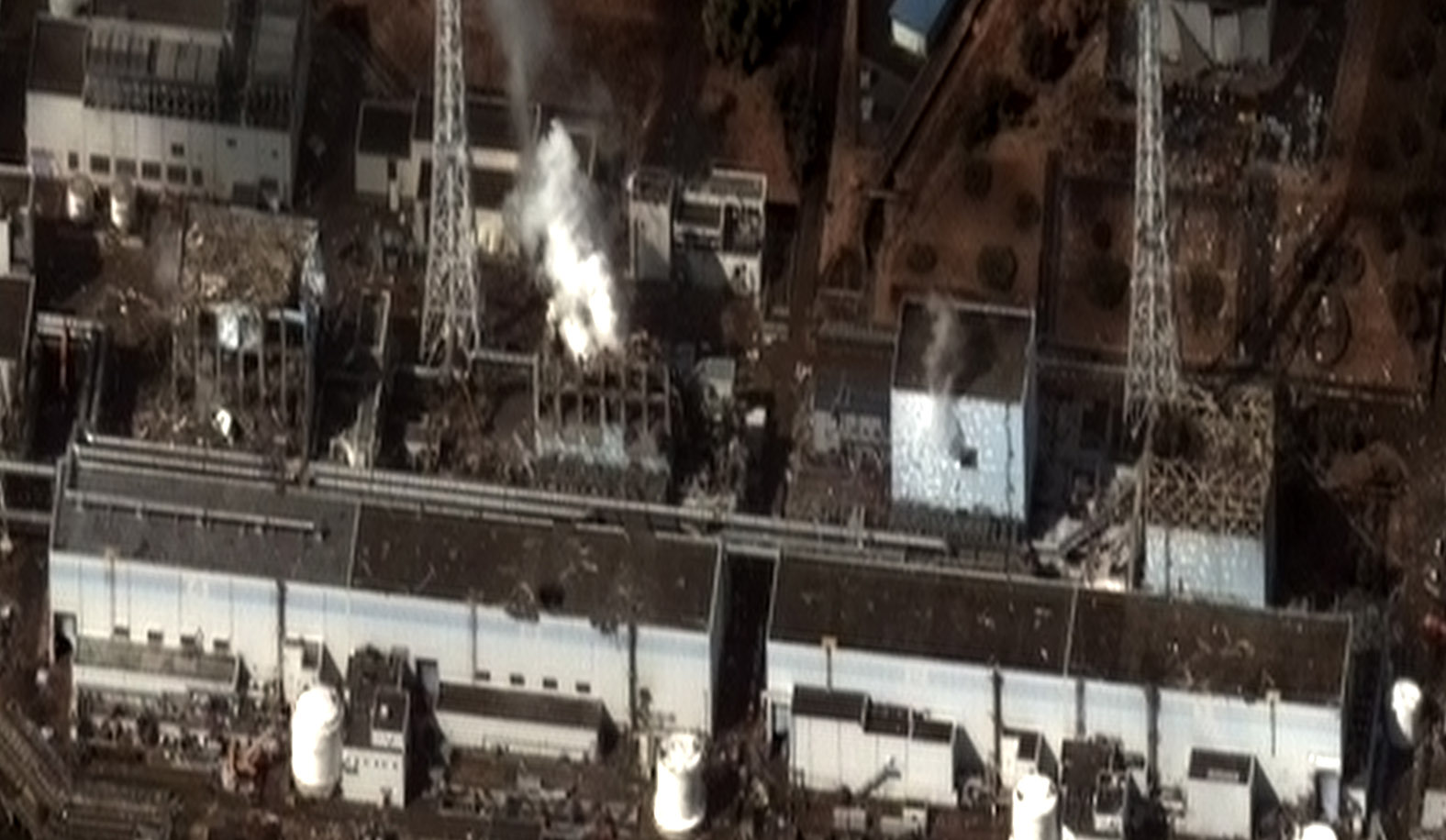
كارثة اليابان عام 2011

أدى حادث جزيرة الثلاثة أميال عام 1979 وكارثة تشيرنوبيل عام 1986 بالإضافة إلى ارتفاع تكاليف البناء بالإضافة إلى التأخير الناجم عن جدول ثابت للمظاهرات والأوامر القضائية والإجراءات السياسية الناجمة عن المعارضة المناهضة للأسلحة النووية إلى إنهاء النمو السريع للطاقة النووية العالمية.
جاء إطلاق المواد المشعة في أعقاب كارثة تسونامي اليابانية عام 2011 التي دمرت محطة فوكوشيما الأولى للطاقة النووية مما أدى إلى انفجارات غاز الهيدروجين والانهيارات الجزئية المصنفة على أنها من المستوى السابع.
أدى إطلاق النشاط الإشعاعي على نطاق واسع إلى إجلاء الأشخاص من منطقة استبعاد يبلغ طولها 20 كيلومتر حول محطة توليد الكهرباء على غرار منطقة استبعاد تشيرنوبيل التي يبلغ قطرها 30 كيلومتر ولا تزال سارية.
لكن الأعمال المنشورة تشير إلى أن مستويات النشاط الإشعاعي قد انخفضت بما يكفي ليس لها الآن سوى تأثير محدود على الحياة البرية.
في اليابان في يوليو 2016 أعلنت محافظة فوكوشيما أن عدد الأشخاص الذين تم إجلائهم عقب أحداث زلزال شرق اليابان الكبير انخفض إلى أقل من 90,000 شخص وذلك جزئيا بعد رفع أوامر الإخلاء الصادرة في بعض البلديات.

## الاستدامة

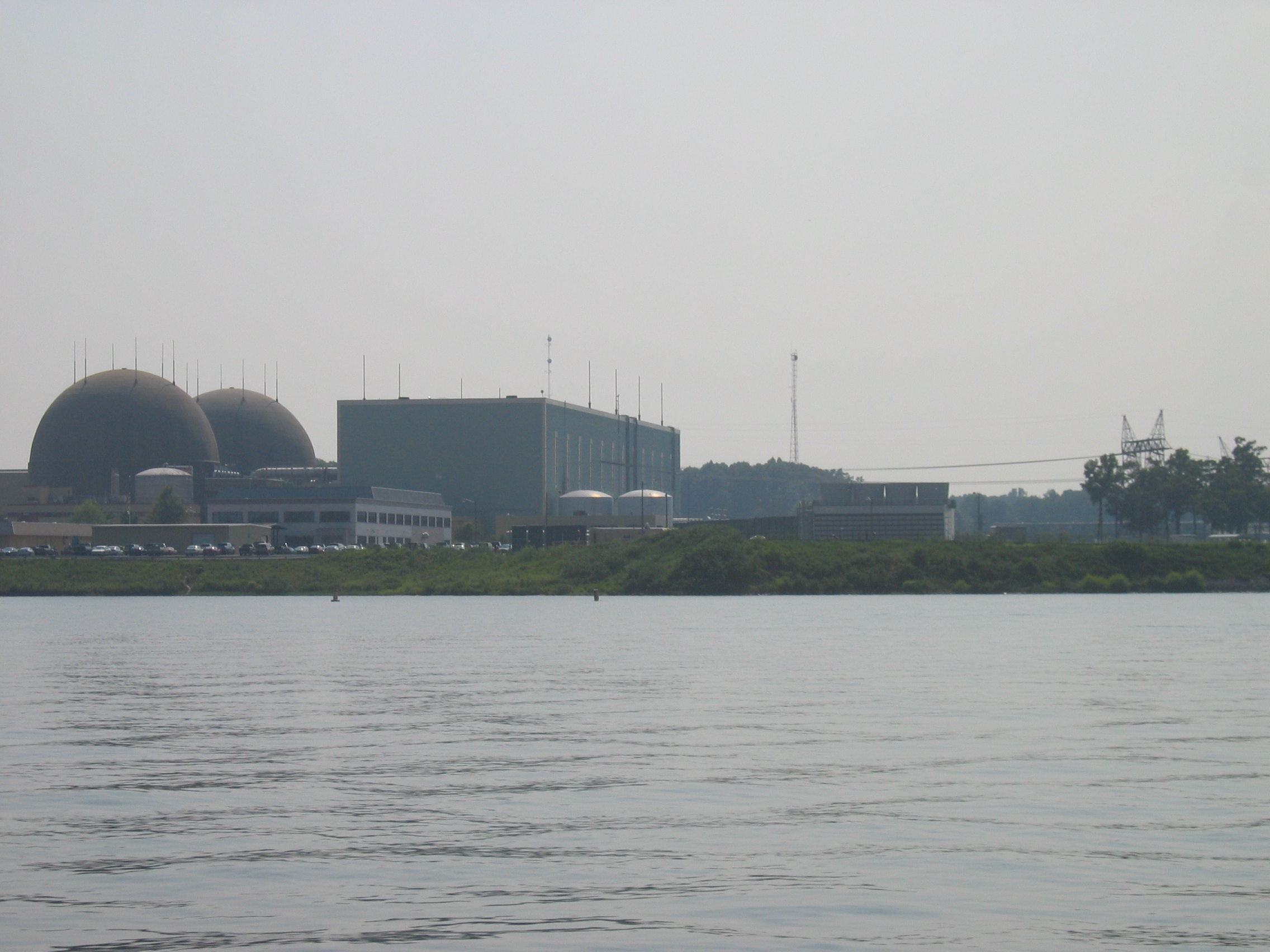
تستخدم محطة شمال آنا تبريد للتبادل المباشر في بحيرة اصطناعية

إن «نظام الطاقة النووية المستدامة» سوف يستلزم:
- تحسين الاستخدام الفعال للطاقة وكثافة انبعاث غازات بشكل كبير من خلال تحديث التقنية والوظائف خلال دورة الحياة بأكملها.
- تحسين الأمن النووي للحد من مخاطر الطاقة النووية والتأكد من أن الصناعة النووية يمكن أن تعمل دون دعم كبير من التأمين ضد الحوادث النووية العامة.
- القضاء على جميع النفايات المشعة في نهاية العمر وتقليل التأثير البيئي خلال دورة الوقود النووي.
- يجب أن تستعيد الصناعة النووية ثقة الشعوب حيث يتم تسويق مجموعة متنوعة من تقنيات الطاقة المتجددة بسرعة.[12]